# Junínminerare
Junínminerare (Geositta saxicolina) är en fågel i familjen ugnfåglar inom ordningen tättingar.

## Utbredning och systematik
Fågeln förekommer i Anderna i centrala Peru (västra Junín, Huancavelica, Lima och Pasco).

## Status
IUCN kategoriserar arten som livskraftig.